# Jens Koch (Rechtswissenschaftler)
Jens Koch (* 1971 in Bochum) ist ein deutscher Jurist und Hochschullehrer an der Universität zu Köln.

## Leben
Koch begann im Sommersemester 1991 das Studium der Rechtswissenschaften an der Universität Bochum, das er 1996 mit dem Ersten Juristischen Staatsexamen abschloss. Es schloss sich das Referendariat am Oberlandesgericht Hamm an. 1998 legte er sein Zweites Staatsexamen ab. Ab 1999 arbeitete er als wissenschaftlicher Assistent am Bochumer Lehrstuhl von Uwe Hüffer. Bei diesem schloss er 2001 seine Promotion ab. 2004 habilitierte er sich in Bochum und bekam die venia legendi für die Fächer Bürgerliches Recht, Handels- und Gesellschaftsrecht, Deutsches und Europäisches Wirtschaftsrecht verliehen.
Im Sommersemester 2005 vertrat er einen Lehrstuhl an der Universität Bochum; im folgenden Wintersemester einen Lehrstuhl an der Universität Konstanz. Ab April 2006 hatte Koch in Nachfolge von Werner F. Ebke den Lehrstuhl für Bürgerliches Recht, Deutsches und Europäisches Handels-, Gesellschafts- und Wirtschaftsrecht an der Universität Konstanz inne. Einen Ruf an die Universität Trier lehnte er 2010 ab. Von Oktober 2011 bis März 2013 war er Dekan der rechtswissenschaftlichen Fakultät der Universität Konstanz. Zum April 2013 wechselte er an die Universität Bonn, wo er als Nachfolger von Holger Fleischer Inhaber des Lehrstuhls für Bürgerliches Recht, Handels- und Gesellschaftsrecht und Direktor des Instituts für Handels- und Wirtschaftsrecht war. Zum Wintersemester 2022/23 hat er einen Ruf an die Universität zu Köln angenommen.

## Werke (Auswahl)
- Die Nachgründung – Entgeltliche Erwerbsverträge und gesellschaftsrechtliche Geschäfte der jungen Aktiengesellschaft nach altem und neuem Recht (Namensaktiengesetz 2001). C.H. Beck, München 2002, ISBN 978-3-406-48687-6 (Dissertation).
- Die Patronatserklärung. Mohr Siebeck, Tübingen 2005, ISBN 978-3-16-148674-6 (Habilitationsschrift).
- Jens Koch / Martin Löhnig: Fälle zum Sachenrecht. 5. Auflage. C.H. Beck, München 2017, ISBN 978-3-406-71545-7.
- Holger Fleischer / Jens Koch / Bruno Kropff / Marcus Lutter: 50 Jahre Aktiengesetz. In: Zeitschrift für Unternehmens- und Gesellschaftsrecht / ZGR – Sonderheft. Nr. 19. De Gruyter, 2015, ISBN 978-3-11-042471-3.
- Gesellschaftsrecht. 12. Auflage. C.H. Beck, München 2021, ISBN 978-3-406-77065-4.
- Uwe Hüffer (Begr.) / Jens Koch: Aktiengesetz: AktG - Kommentar. 13. Auflage. C.H. Beck, München 2018, ISBN 978-3-406-72005-5.